# Винтер, Александр Васильевич
Алекса́ндр Васи́льевич Ви́нтер (10 октября 1878 — 9 марта 1958) — инженер и учёный, специалист в области строительства и эксплуатации электрических станций. Академик АН СССР (1932). Начальник строительства Шатурской ГРЭС; в 1927—1930 начальник Днепростроя; с 1930 возглавил также работы по строительству и монтажу заводов Днепровского промышленного комбината; в 1932—1934 начальник Главэнерго и заместитель наркома тяжёлой промышленности; в 1934—1938 руководил строительством Рыбинской, Угличской и Куйбышевской ГЭС. Заместитель директора Энергетического института (1944—1949). Занимался рационализацией структуры энергетической системы СССР, проблемами малой энергетики, разрабатывал методы повышения эффективности существующего основного оборудования электростанций.

## Биография
Александр родился в посаде Старосельцы Белостокского уезда Гродненской губернии в семье разнорабочего. Отец работал кузнецом, слесарем, железнодорожным машинистом, с ранних лет пробудил в сыне любовь и интерес к технике.
При крещении по лютеранскому обряду получил двойное имя Вильгельм-Александр, будучи по гражданству отца зарегистрирован как прусский подданный, перешёл в российское гражданство лишь по достижении совершеннолетия.
Окончил начальное железнодорожное училище в Казатине, учился в Киевском, а с 1892 г. в Белостокском реальном училище. В 1899 году поступил на механическое отделение Киевского политехнического института, из которого был исключён в 1900 году за участие в студенческих волнениях. В 1901 году был арестован и после четырёхмесячного заключения под надзор полиции был выслан в Баку, где работал в обществе «Электрическая сила» по увеличению мощности электростанций с применением первых в России паровых турбин. Здесь Винтер последовательно рос как специалист — вначале работал электромонтёром, затем дежурным по станции, заведующим станциями «Биби-Эйбат» и «Белый город».
В своих воспоминаниях о работе в Баку Александр Васильевич писал:
«Я по четырнадцать-шестнадцать часов в сутки проводил в котельной, изучая работу котлов, налаживая измерительные приборы, замеряя нефть, контролируя горение. Следил за водоочисткой и опреснителями, лазил в дымоходы и каналы. Был изучен вопрос потери воды, работы машин и т. д.» 
В 1905 году А. В. Винтер назначается начальником Белогородской электростанции, где занимается расширением и реконструкцией станции. Под его руководством на Белогородской электростанции были установлены первые в России паровые турбины, осуществлена первая в России передача электроэнергии напряжением 20 кВ.

### Выпускник Петербургского политехнического института

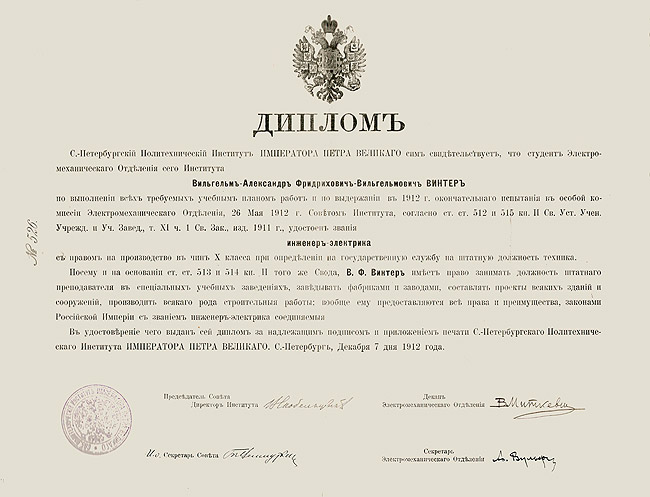
Диплом А. В. Винтера, полученный в 1912 г. в Петербургском политехническом институте им. Петра Великого

В 1907 году А. В. Винтер был зачислен в Санкт-Петербургский политехнический институт на электромеханическое отделение при содействии декана, профессора М. А. Шателена. Одновременно с учёбой он вёл практическую работу в Москве на электростанции «Общества электрического освещения 1886 года» и участвовал в переоборудовании Московской электрической сети: кабельные сети тогда переводились с напряжения 2 кВ на 6 кВ.
Окончив институт в 1912 году Винтер работает сначала помощником начальника, а затем начальником строительства первой в России районной электростанции на торфе «Электропередача» (ныне ГРЭС-3 им. Р. Э. Классона).
В 1915 году Винтера пригласили на строительство Владимирского порохового завода на станции Черусти Московской губернии. Здесь он работает главным механиком до марта 1917 года, когда Московская городская управа поручает Радченко и Винтеру подготовку строительства электростанции на Шатурских торфяных болотах.

### Строительство Шатурской электростанции
После Октябрьской революции 1917 года Винтер был назначен начальником строительства Шатурской районной электростанции, работающей на торфяных массивах. О работе на Шатуре он позже писал:
«… мы начали применять на Шатурской станции машины новейших конструкций, которые не были ещё полностью освоены даже европейской машиностроительной промышленностью; такой новинкой в то время были паровые турбины мощностью 16 тыс. кВт при 3000 оборотов в минуту. Таких машин было заказано две. По котлам, и в особенности по топкам, поставщикам были даны подробные чертежи и спецификации, и ответственность за работу топки мы брали на себя. Электрическое оборудование по кредитным соображениям было приобретено у английских фирм, и так как это были одни из первых крупных сделок, то и в этом отношении Шатура явилась пионером, и её договоры, заказы того времени затем долгие годы служили образцами при заключении аналогичных сделок»

23 сентября 1925 года районная Шатурская электростанция, намеченная планом ГОЭЛРО, дала ток от первой машины, а 13 ноября вошла в строй и вторая машина. Мощность станции достигла 32 тыс. кВт. После пуска Винтер до февраля 1927 года работал на Шатурской ГРЭС.
Винтер был социал-демократом, он не становился членом коммунистической партии.

### Строительство ДнепроГЭСа

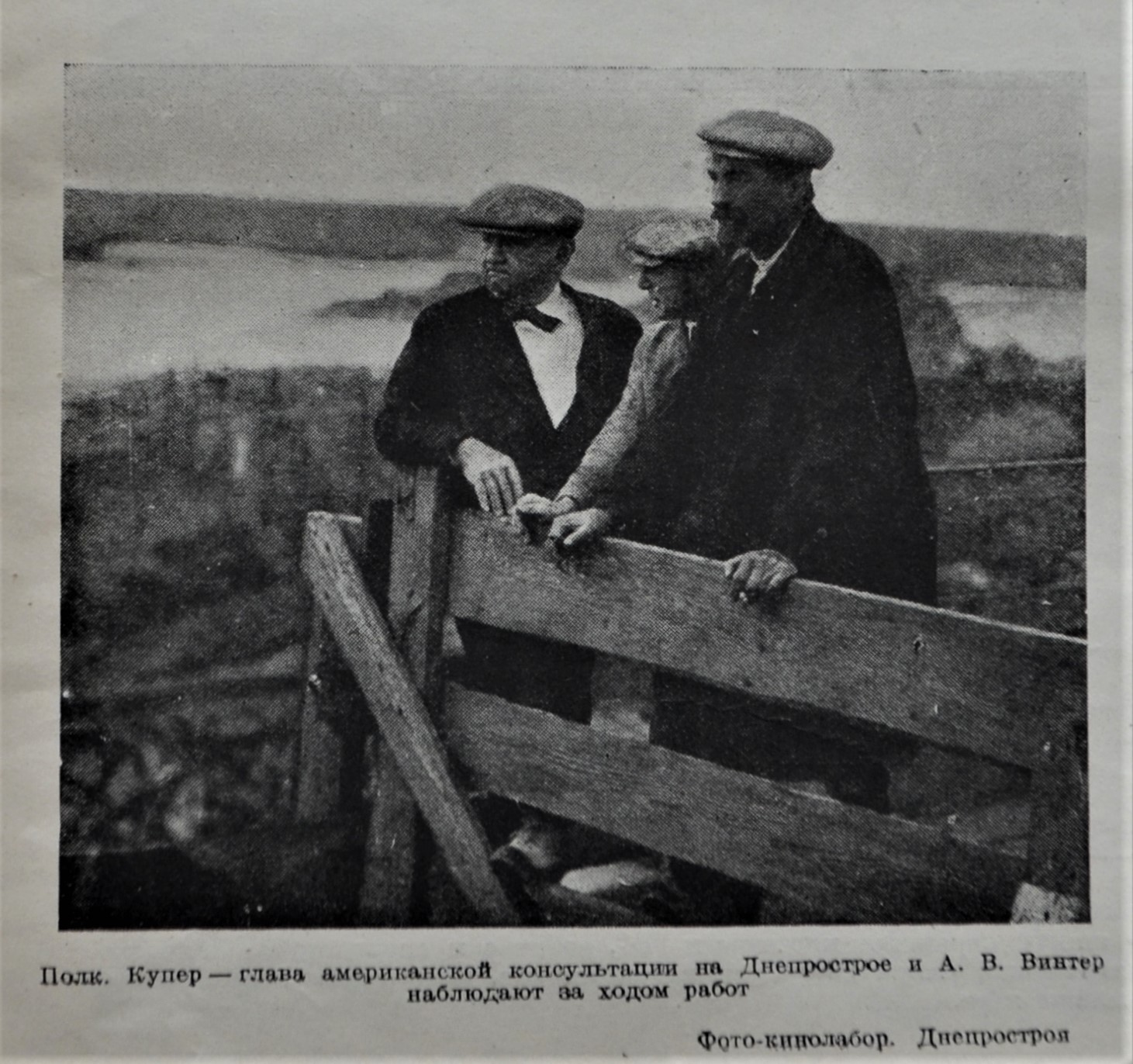
Винтер с полковником Хью Купером на Днепрострое

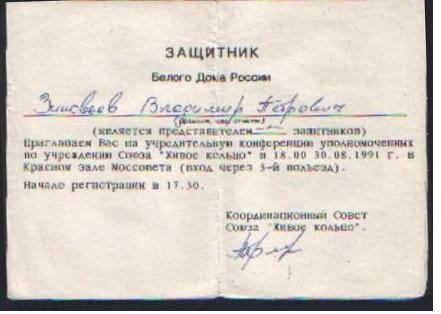
Пригласительный билет на пуск ДнепроГЭСа, подписанный Винтером

Затем было строительство Днепровской станции, которое занимало в плане ГОЭЛРО первое место. Профессор И. Г. Александров разработал проект одноплотинной гидроэлектростанции близ острова Хортица. На правительственном совещании, созванном в конце декабря 1926 года, был поставлен вопрос об осуществлении этого проекта. А. В. Винтер вспоминал:
«Зимним днём созвали десятка два спецов в Кремль, в СНК. Идёт вопрос о постройке Днепровской гидростанции. „Не можем рекомендовать строить самим. Дело слишком большое, опыта нет у нас в этих делах“, — так высказывается большинство. Трое высказались против, в том числе совершенно безоговорочно и я: „Если будет дано нужное оборудование — сами сделаем“. Решение принято: нас троих и назначить на работу».

Это были: А. В. Винтер, Б. Е. Веденеев, до этого строивший Волховскую гидроэлектростанцию, П. П. Роттерт.
С 1927 по 1932 годы А. В. Винтер — начальник Днепростроя. Одновременно он возглавлял работы по строительству и монтажу заводов Днепровского промышленного комбината. В 1930 году, в связи с успешным ходом строительства, Винтер назначается одновременно начальником сооружения всех гражданских объектов Днепровского промышленного комбината, а вскоре возглавляет работы по монтажу заводов комбината.
Во время строительства по предложению Винтера дорабатывается и изменяется проект академика Александрова и проект производства работ, предложенный американской консультационной фирмой Х. Купера. Вместо строительства в две очереди и установки турбин мощностью по 30 тыс. кВт Александр Васильевич предлагает строить электростанцию в одну очередь, сократив число гидроагрегатов с тринадцати до девяти и применив турбины по 60 тыс. кВт. Соответственно увеличивалась общая мощность ГЭС до 540 тыс. кВт.
10 октября 1932 года состоялось торжественное открытие Днепровской ГЭС. На трибуне митинга по случаю открытия рядом с А. В. Винтером, Б. Е. Веденеевым и другими руководителями Днепростроя — М. И. Калинин, Г. К. Орджоникидзе, С. В. Косиор, французский писатель Анри Барбюс и другие почётные гости. Калинин объявил о вводе Днепрогэса в действие и огласил список награждённых, среди них — Винтер, награждённый орденом Ленина.

### Научно-техническая работа
В 1927—1934 годах Александр Васильевич  принимал участие в составлении «Технической энциклопедии» в 26-и томах под редакцией Л. К. Мартенса, автор статей по тематике «гидротехнические сооружения». В 1932 году А. В. Винтер был избран действительным членом АН СССР. Он изучал энергетические ресурсы страны, занимался вопросами рационализации структуры энергетических систем СССР, проблемой повышения показателей использования основного оборудования электростанций. Кроме того, принимал участие в рассмотрении проектов по сооружению Куйбышевской и Волгоградской гидроэлектростанций.
В 1943 году Александр Васильевич был назначен одним из руководителей технического совета Министерства электростанций СССР, в 1944—1949 был заместителем директора Энергетического института.
Винтер участвовал в разработке развития производительных сил Восточной Сибири. Особое внимание он уделял Ангарскому каскаду гидроэлектростанций. Александр Васильевич приезжал на место будущего строительства и участвовал в выборе створа первой Иркутской ГЭС.
Умер А. В. Винтер 9 марта 1958 года.

## Личная жизнь
Винтер был женат на Екатерине Васильевне Красиной, которая до этого была замужем за Германом Борисовичем Красиным.

## Память
- Именем инженера Винтера назван бульвар в Запорожье, располагающийся в непосредственной близости от ДнепроГЭСа, а также Шатуре.
- Имя А. В. Винтера носит Нижегородская ГРЭС (в Балахне Нижегородской области).
- В 1978 году издан художественный маркированный конверт, посвящённый академику[9].

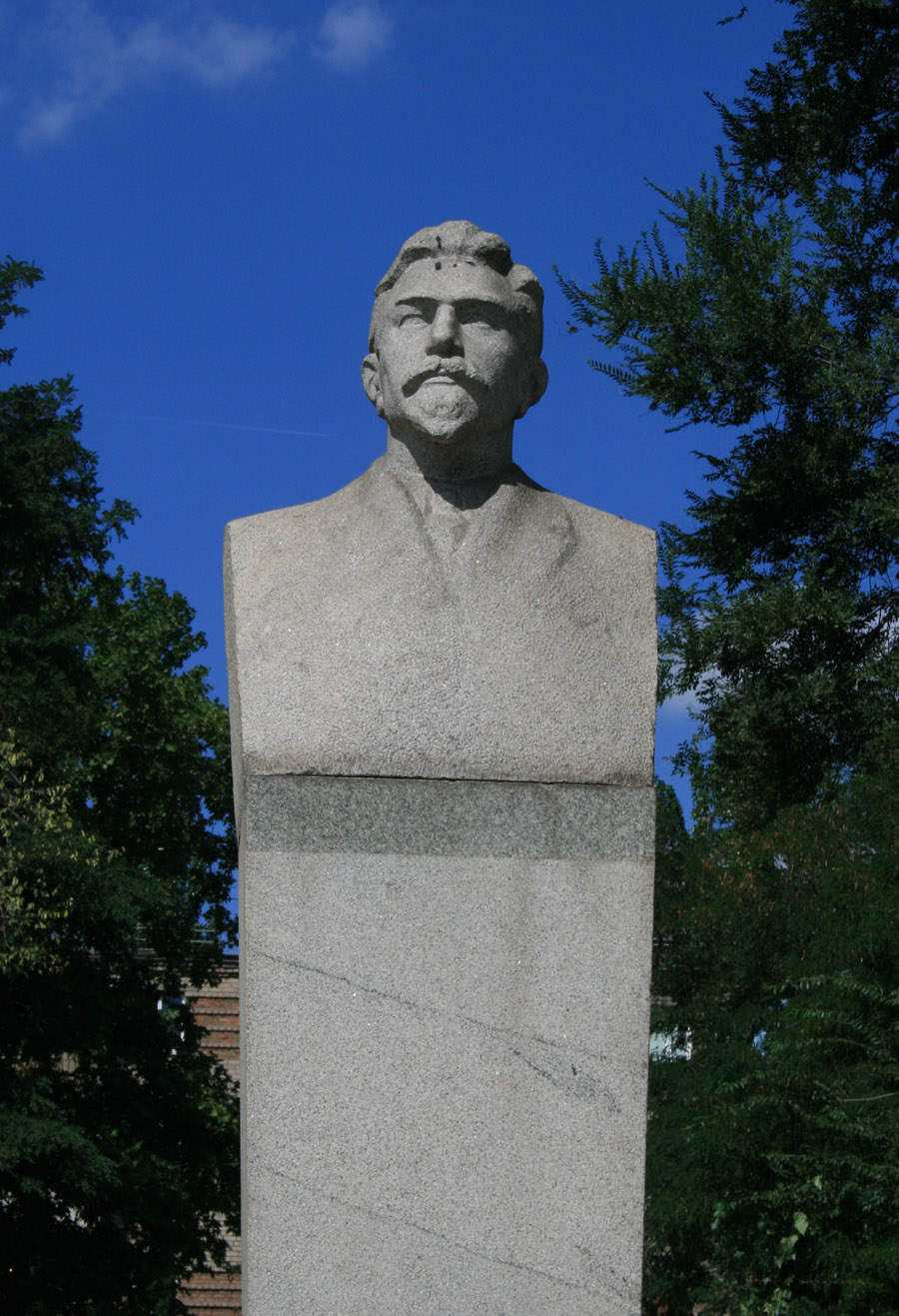
Памятник А. В. Винтеру в Запорожье
Памятник А. В. Винтеру в Запорожье
Могила А. В. Винтера на Новодевичьем кладбище в Москве

## Награды и звания
- Три ордена Ленина
  - 9.10.1953 — за «заслуги в развитии советской энергетики и связи с 75-летием со дня рождения»
- Орден Трудового Красного Знамени (10.06.1945)
- Медали
- Почётный гражданин Шатурского района

## Труды А. В. Винтера
- Силовое снабжение Баку и Грозного и электрификация нефтяной промышленности // Вопросы электрификации. 1922. № 1-2.
- Электроснабжение Москвы и её района в связи с торфяными электрическими станциями // Электричество. 1922. № 1.
- Атлас энергетических ресурсов СССР (совместно с Г. М. Кржижановским). М., 1933—1937.
- 25 лет энергетике Советского Союза // Вестник АН СССР. 1943. № 1-2.
- На вебсайте Российской национальной библиотеки